# جون بوميروي
جون بوميروي (بالإنجليزية: John Pomeroy)‏ هو منتج أفلام وكاتب وكاتب سيناريو أمريكي، ولد في 26 مارس 1951 في لوس أنجلوس في الولايات المتحدة.

## وصلات خارجية
- جون بوميروي على موقع IMDb (الإنجليزية)